# JACS Au
JACS Au (sprich: „JACS Gold“) ist eine Peer-Review-Fachzeitschrift, die seit 2021 von der American Chemical Society herausgegeben wird. Sie fungiert als Open-Access-Pendant zum Journal of the American Chemical Society, entsprechend werden Beiträge aus allen Feldern der Chemie veröffentlicht.
Chefredakteur der Zeitschrift ist Christopher W. Jones vom Georgia Institute of Technology.